# 현대홀딩스컴퍼니
현대홀딩스컴퍼니 주식회사는 현대그룹의 지주회사이다.

## 연혁
- 2005년 7월: 현대유엔아이(주) 설립
- 2005년 8월: 별정통신사업자 등록
- 2005년 11월: 정보통신공사업 등록 (200290호)
- 2006년 3월: 부가통신사업신고필
- 2006년 7월: ISO9001인증(IT서비스 제공)
- 2009년 9월: 특허등록(위성을 통한 선박과 육상간의 메세지 송수신방법 등)
- 2010년 3월: 사업목적에 정보기술 기반 교통 및 신호관련 사업 추가
- 2011년 8월: IT사업부문을 현대유엔아이(주)로 분할
- 2011년 8월: 현대글로벌(주)로 사명변경
- 2012년 8월: 현대글로벌 외 10종 상표권 출원
- 2013년 11월: 사업목적에 정보통신 기자재 유통업 등을 추
- 2016년 12월: 현대유엔아이와 영업양수도(태양광 사업) 계약, 전기공사업 등
- 2018년 4월: 태양광사업 공동개발 양해각서 체결(한국수력원자력(주))
- 2018년 12월: 새만금 태양광사업 공동개발협약서 체결(한국수력원자력(주))
- 2019년 4월: 현대네트워크(주)로 사명변경
- 2023년: 현대홀딩스컴퍼니로 사명 변경

## 계열사
- 현대엘리베이터
- 현대아산
- 현대무벡스
- 현대투자파트너스
- 현대경제연구원
- 현대글로벌
- 현대종합연수원
- 현대 GBFMS